# Tirol Werbung
Die Tirol Werbung GmbH mit Sitz in Innsbruck ist eine Tourismusmarketing-Organisation im österreichischen Bundesland Tirol. Aufgabe der Organisation ist die Förderung des Tourismus. Unter der Marke „Tirol“ wird in etwa 20 Ländern Werbung für das Reiseziel Tirol gemacht, dessen Image weiter gesteigert werden soll. Darüber hinaus soll das Land als „begehrtester Kraftplatz der alpinen Welt“ vermarktet werden.
Zur Unternehmensgruppe der Tirol Werbung gehören das Merchandising-Unternehmen Tirol Shop GmbH, das zwei Filialen in der Innsbrucker Innenstadt sowie einen Online-Shop betreibt, die „Cine Tirol Film Commission“ als Gesellschaft zur Filmförderung und das „Convention Bureau Tirol“ zur Förderung des Kongress- und Tagungstourismus. Die Tirol Werbung GmbH selbst ist Teil der Lebensraum Tirol Holding, die am 1. Jänner 2019 ihr operatives Geschäft aufgenommen hat. Geschäftsführerin der Tirol Werbung GmbH ist seit 1. Mai 2022 Karin Seiler, zuvor Geschäftsführerin von Innsbruck Tourismus.

## Geschichte
Um den Fremdenverkehr in Tirol zu fördern, wurde 1889 der „Verein zur Hebung des Fremdenverkehrs in Nordtirol“ in Innsbruck gegründet. 1890 konstituiert sich in Bozen der „Landesverband der vereinigten Kur- und Fremdenverkehrsbetriebe in Tirol“ für die anderen Teile Tirols. 1892 begann die internationale Vermarktung Tirols, der Verein hieß nun „Landesverband für Fremdenverkehr in Tirol“. 1911 wurde der Verband zu einer halbamtlichen Körperschaft. 1922 übernahm das Landesverkehrsamt die Werbung für Tirol. 1937 trat ein neues Fremdenverkehrsgesetz in Kraft, das eine Zentralisierung bedeutete. Nach dem Anschluss Österreichs an das deutsche Reich 1938 fanden personelle und strukturelle Veränderungen statt, die die bisherige Arbeit beendeten. 1945 nahm das Landesverkehrsamt seine Tätigkeit wieder auf.
Am 1. Jänner 1989 fand die Gründung des privatwirtschaftlichen Vereins „Tirol Werbung“, hervorgegangen aus der Abteilung IId des Landes Tirol, unter Führung von Andreas Braun statt. Teile der Aufgaben der Tourismusentwicklung blieben im Amt der Tiroler Landesregierung (Tourismusabteilung) und in der Wirtschaftskammer. 1997 fusionierten im Zuge einer Strukturreform 254 Tourismusverbände. Eine Tourismusstrategie mit dem Namen „Neuer Tiroler Weg“ wurde ins Leben gerufen. Die Filmförderkommission „Cine Tirol Film Commission“ wurde 1998 gegründet, die „Tirol Shop GmbH“ 2001.
2003 wurde die Tirol Werbung reformiert, sie ist nicht mehr nur für Tourismus insgesamt zuständig, sondern hat nun zusätzliche Kompetenzen als Marketingorganisation für den Wirtschaftsstandort Tirol. Die Aufgaben werden nun von den Abteilungen „Tirol Marketing“, „Tirol Information“ und „Tirol Destination“ übernommen.
2004 wurde das Convention Bureau Tirol gegründet. Das Convention Bureau Tirol, kurz CBT, dient der Stärkung des Tagungs- und Kongresstourismus. Diese Servicestelle unterstützt kostenlos bei der Planung von Kongressen, Tagungen, Incentives und Veranstaltungen.
2006 wurde die bis dahin ausschließlich touristisch genutzte Marke Tirol zur Standortmarke weiterentwickelt.
2012 wurde das Tyrol Tourism Board als Gremium der Tirol Werbung installiert, um Synergien zwischen der Tirol Werbung und den Tiroler Tourismusverbänden zu erkennen und zu nutzen. Mario Gerber steht dem Gremium vor, das sich zusätzlich in den drei Ausschüssen für Marketing, Controlling und Infrastruktur jeweils um Spezialbereiche der touristischen Weiterentwicklung kümmert.
2019 wurde die Tirol Werbung Teil der Lebensraum Tirol Holding. Auch die Standortagentur Tirol sowie die Agrarmarketing Tirol kamen unter das Dach dieser Holding, die Josef Margreiter als Geschäftsführer leitet.
2021 wurde beim Amt der Europäischen Union für geistiges Eigentum (EUIPO) ein Antrag auf Nichtigkeit gegen die Marke „TIROL“ eingebracht. Der Antrag wurde von der Zirbenprodukte GmbH  gestellt, einem Unternehmen, das bereits mehrfach rechtliche Schritte gegen Mitbewerber wegen Verstöße gegen das Gesetz gegen unlauteren Wettbewerb (UWG) eingeleitet hat. Der Grund hierfür waren Werbemaßnahmen mehrerer Mitbewerber, die Produkte mit dem TIROL-Logo kennzeichneten, obwohl diese keinen tatsächlichen Bezug zur Herstellung im Land Tirol aufweisen oder kein aufrechter Lizenzvertrag bestand. Der Oberste Gerichtshof musste sich bereits mehrfach mit der Causa befassen und sah in dieser Geschäftspraktik unlauteren Wettbewerb. Die Werbung mit dem TIROL-Logo wurde in diesen Fällen für unzulässig erklärt.

## Aufgaben
Zu den Kernaufgaben der rund 90 Mitarbeiter und Mitarbeiterinnen der Tirol Werbung zählen die touristische Grundlagenarbeit, wie zum Beispiel die Marktforschung oder überregionale Pilotprojekte wie etwa „Tirol auf Schiene“, die Steuerung des touristischen Marketingsystems mit den 34 eigenständigen Einheiten der Tiroler Tourismusverbände sowie die Information von Gästen und Marktpartnern. Die Tirol Werbung gibt zweimal jährlich das Tourismusfachmagazin SAISON heraus.

## Organisation

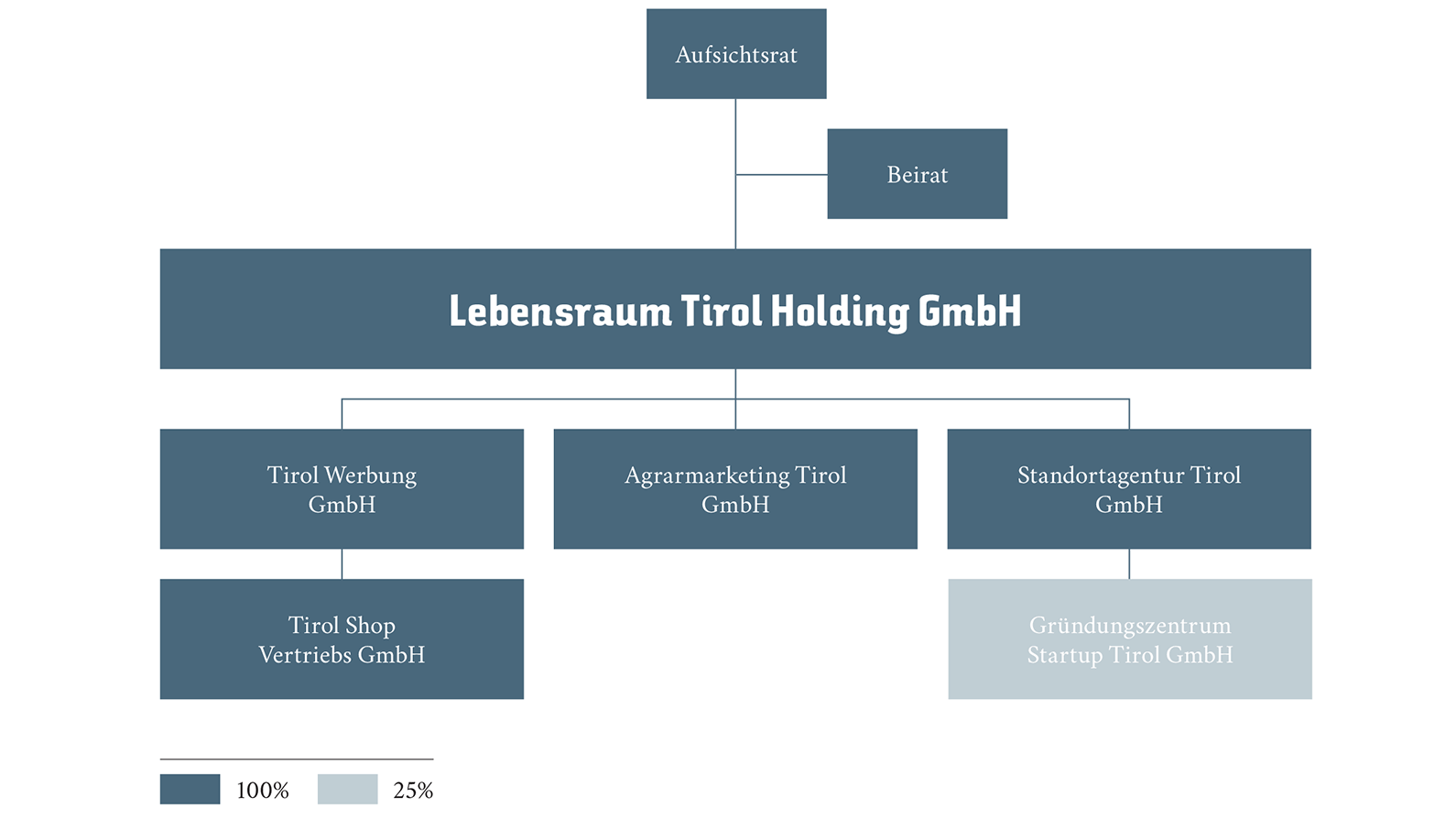
Organigramm Lebensraum Tirol Holding

Seit 1. Jänner 2019 gibt es eine neue Struktur, in welche die Tirol Werbung GmbH eingebettet ist. Mit diesem Tag hat die übergeordnete Lebensraum Tirol Holding GmbH ihre operative Tätigkeit aufgenommen. Zum Geschäftsführer wurde Josef Margreiter ernannt, der zuvor 24 Jahre die Tirol Werbung geleitet hat. Die Tirol Holding ist zu 100 Prozent Eigentümerin der Tirol Werbung GmbH und bildet gleichzeitig deren Generalversammlung.

### Tyrol Tourism Board
Das Tyrol Tourism Board (TTB) ist ein beratendes, konzipierendes und beschließendes Gremium, dessen zentrale Aufgabe die strategische Abstimmung zwischen der Tirol Werbung und den Tiroler Tourismusverbänden ist.
Das Tyrol Tourism Board konstituiert sich aus jeweils drei Vertretern des Landes Tirol, der Wirtschaftskammer Tirol, des Vereins der Tiroler Tourismusverbände (VTT) sowie dem aktuellen Geschäftsführer der Tirol Werbung als kooptiertes Mitglied.

### Tirol Holding
Die Lebensraum Tirol Holding GmbH ist eine 100%ige Landesgesellschaft des Bundeslands Tirol. Die Holding selbst hält alle Anteile an den jeweiligen Tochtergesellschaften Tirol Werbung, Standortagentur Tirol und Agrarmarketing Tirol. Zudem gibt es einen Beirat aus Vertretern wesentlicher Interessensvertretungen und Institutionen des Landes, der an der Strategiearbeit mitwirkt und einen Aufsichtsrat, der über die Entscheidungsbefugnis verfügt.
Ziel der Holding ist die Initiierung und Begleitung von Kooperationen zur Entwicklung des Landes Tirol zu einem erfolgreichen Wirtschafts-, Wissenschafts-, Arbeits-, Kultur- und Tourismusstandort.

## Die Marke Tirol
1995 begann Tirol sich als eine Marke zu etablieren. Dazu gehört die Partnerschaft mit dem Österreichischen Skiverband oder das Sponsoring von internationalen Sportveranstaltungen.
Die Marke Tirol wird für den gesamten Standort von der Lebensraum Tirol Holding zentral strategisch gesteuert. Der Claim der Marke Tirol lautet: „Tirol Herz der Alpen“.

### Tirol Logo
Das „Tirol“-Logo ist eine Wort-Bild-Marke und zeigt den weißen Tirol-Schriftzug in einer roten Box. Rot und Weiß sind auch die Landesfarben von Tirol. Entstanden ist der Schriftzug aus einem Plakat, das 1974 von der Tiroler Fremdenverkehrswerbung, einer Vorläuferorganisation der Tirol Werbung, in Auftrag gegeben wurde. Der Tiroler Gebrauchsgrafiker Arthur Zelger entwickelte den Schriftzug 1974 als freistehendes Schrift-Logo im Auftrag der Tiroler Fremdenverkehrswerbung. Am 17. Februar 2023 erfolgte ein Antrag auf Löschung der Marke beim Amt der Europäischen Union für geistiges Eigentum (EUIPO). Dem Antrag auf Nichtigkeit wurde am 29. Februar 2024 stattgegeben. Am 14. November 2024 wurde die Entscheidung zur Nichtigkeit in 2. Instanz bestätigt. Ob die Lebensraum Tirol Holding ein weiteres Rechtsmittel ergreift ist noch nicht bekannt.

## Belege
1. ↑  Unternehmenswebsite Tirol Werbung
2. ↑  Darstellung der Geschichte
3. ↑  Internetseite Convention Tirol
4. ↑  Darstellung der Geschichte
5. ↑  Internetseite der Lebensraum Tirol Holding
6. ↑  EUIPO: Marke "TIROL". In: EUIPO. EUIPO, 1. März 2024, abgerufen am 1. März 2024.
7. ↑  Reinhard Fellner: Löschung bei EU-Markenamt beantragt: Tirol-Logo als Marke angefochten. 3. März 2023, abgerufen am 1. März 2024.
8. ↑  Zirbenprodukte GmbH aus Kärnten
9. ↑  RIS - 4Ob8/23i - Entscheidungstext - Justiz. Abgerufen am 1. März 2024.
10. ↑  RIS - 4Ob83/22t - Entscheidungstext - Justiz. Abgerufen am 1. März 2024.
11. ↑  RIS - 4Ob25/22p - Entscheidungstext - Justiz. Abgerufen am 1. März 2024.
12. ↑  RIS - 4Ob156/21a - Entscheidungstext - Justiz. Abgerufen am 1. März 2024.
13. ↑  Unternehmenswebsite Tirol Werbung
14. ↑  Organisation Lebensraum Tirol Holding
15. ↑  Strukturbeschreibung der Tirol Werbung
16. ↑  Internetseite der Lebensraum Tirol Holding
17. ↑  Informationen zur Marke Tirol
18. ↑  Informationen zur Marke Tirol
19. ↑  https://euipo.europa.eu/eSearch/#details/trademarks/016915738